# Fukusaki
Fukusaki (福崎町, Fukusaki-chō) est un bourg du district de Kanzaki, dans la préfecture de Hyōgo, au Japon.

## Géographie

### Démographie
Au 1er octobre 2014, la population de Fukusaki s'élevait à 19 721 habitants répartis sur une superficie de 45,82 km2.